# Тес Геритсън
Тес Геритсън (на английски: Tess Gerritsen) е американска писателка на бестселъри в жанра романтичен трилър и медицински трилър.

## Биография и творчество
Тес Геритсън, с рожд. име Тери Геритсън, е родена на 12 юни 1953 г. в Сан Диего, Калифорния, САЩ, в семейството на Ърнест и Руби Том. Има американо-китайски произход. Докато расте в родния си град, сред нелеки семейни отношения, тя мечтае да пише собствени романи като Нанси Дрю. Под влияние на семейството си обаче се насочва към кариера в медицината.
Учи в Стандфордския университет, който завършва през 1975 г. с бакалавърска степен по антропология, заинтригувана от границите на човешкото поведение. Продължава да учи в Университета на Калифорния в Сан Франциско, който завършва през 1979 г. с медицинска специалност. През 1977 г. се омъжва за Якоб Геритсън, психиатър. Имат двама сина – Джошуа и Адам. След дипломирането си отива на работа като лекар в Хонолулу, Хавай. През 1989 г. напуска лекарската практика и се посвещава на писателската си кариера.

### Писателска кариера
Докато е в отпуск по майчинство тя представя своя разказ „On Choosing the Right Crack Seed“ на литературен конкурс на списание „Хонолулу“. Той печели първа награда от 500$. Сюжетът му е за млад мъж, който е в трудни взаимоотношения с майка си. В него Геритсън влага елементи от собственото си детство, често стресирано от многократните опити за самоубийство на майка ѝ.
Вдъхновена от романтичната литература, която обича да чете, едновременно с работата си като лекар пише романтични трилъри. Първите ѝ два романа не намират сериозен издател и са по-скоро „писателска практика“. През 1986 г. издателство „Harlequin“ купува първия ѝ значителен романс „В полунощ“ и го публикува през 1987 г. В следващите години пише още 8 романса, които я нареждат след известните писателки в този жанр.
През 1996 г. публикува първия си медицински романтичен трилър „Изборът“. Взима решение за се прехвърли в този жанр, след като е вдъхновена от разговор с пенсиониран детектив, който е пътувал в Русия. Той ѝ разказва, че от улиците на Москва изчезват млади сираци, а полицията смята, че отвлечените деца са били изпратени в чужбина като донори на органи. Романът бързо става бестселър и с това дава ново направление на творчеството ѝ. Той е последван от още три такива бестселъра – „Life Support“, „Bloodstream“ и „Гравитация“.
През 2001 г. излиза трилърът на Тес Геритсън „Хирургът“, който става първият от нейната известна поредица „Джейн Ризоли и Мора Айлс“. В него основен герой е детектив Томас Мур, а детектив Джейн Ризоли е второстепенен герой, но тя е в центъра на следващите романи съвместно с патолога д-р Мора Айлс. „Хирургът“ става бързо бестселър и е удостоен с наградата „РИТА“ за най-добър романтичен трилър. Серията „Ризоли и Айлс“ е екранизирана в едноименния криминален сериал през 2010 – 2013 г. с участието на Анджи Хармън и Саша Александър.
Едновременно с трилърите от поредицата Геритсън пише през 2007 г. и самостоятелния исторически трилър „The Bone Garden“ (Градина от кости), смразяващ разказ за ужасяващите убийства станали през 30-те години 19 век предимно в Бостън, по чиито следи върви нейният герой – д-р Оливър Уендъл Холмс.
През 2010 – 2011 г., заедно с още 25 прочути автори на криминални романи се събират, за да напишат заедно експресивния трилър „Няма покой за мъртвите“. Освен нея участници са Джефри Дивър, Кати Райкс, Питър Джеймс, Сандра Браун, Р. Л. Стайн, Лайза Скоталайн, Реймънд Хури, Джон Лескроарт, и др., а световноизвестният Дейвид Балдачи изготвя предговора. Всички те влагат своята изобретателност, за да опишат превратната съдба на детектива Джон Нън, който се е справял перфектно в разследванията си. Но една-единствена грешка не му дава покой и последствията от нея го преследват с години.
Произведенията на писателката са преведени на повече от 37 езика и са издадени в над 25 милиона екземпляра в повече от 40 страни по света.
Тес Геритсън е на Асоциалията на писателите на трилъри на Америка, на Асоциацията на писателите на романси на Америка, на „Фи Бата Капа“, и на др. организации. Редовно публикува блогове за тънкостите и особеностите на писателската кариера.
Тес Геритсън живее със семейството си в Камдън, Мейн. Обича да свири на цигулка, да се занимава с градината и е „вечен турист“.

## Произведения

### Самостоятелни романи
- Adventure's Mistress (1985)
- Love's Masquerade (1986)
- В полунощ, Call After Midnight (1987)
- Under the Knife (1990)
- Never Say Die (1992) – награда „Reviewer's Choice“
- Whistleblower (1992)
- Виновна до доказване на противното, Presumed Guilty (1993)
- Peggy Sue Got Murdered (1994) – издадена и като „Girl Missing“
- Изборът, Harvest (1996)
- Life Support (1997)
- Bloodstream (1998)
- Гравитация, Gravity (1999) – награда на „Romantic Times“
- The Bone Garden (2007)
- No Rest for the Dead (2011) – с Джеф Абот, Лори Армстронг, Дейвид Балдачи, Сандра Браун, Томас Х. Кук, Джефри Дивър, Диана Габалдон, Андрю Ф. Гули, Ламия Гули, Питър Джеймс, Дж. А. Джайс, Фей Келерман, Реймънд Хури, Джон Лескроарт, Джеф Линдзи, Гейл Линдс, Алегзандър Маккол Смит, Филип Марголин, Майкъл Палмър, T. Джеферсън Паркър, Матю Пърл, Кати Райкс, Маркъс Сакей, Джонатан Сантлофър, Лайза Скоталайн, Р. Л. Стайн и Марша Тали
Няма покой за мъртвите, изд.: ИК „Обсидиан“, София (2011), прев. Боян Дамянов

### Серия „Семейство Трависток“ (Tavistock Family)
1. По техните стъпки, In Their Footsteps (1994)
2. Thief of Hearts (1995) – издадена и като „Stolen“

### Серия „Джейн Ризоли и Мора Айлс“ (Jane Rizzoli and Maura Isles)
1. Хирургът, The Surgeon (2001) – награда „РИТА“ за най-добър романтичен трилър на годината
2. Чиракът, The Apprentice (2002)
3. Грешникът, The Sinner (2003)
4. Body Double (2004)
5. Vanish (2005) – номиниран за награди „Едгар“ и „Макавити“, награда „Неро“
6. The Mephisto Club (2006)
7. Keeping the Dead (2008) – издадена и като „The Keepsake“
8. Ice Cold (2010) – издадена и като „The Killing Place“
9. The Silent Girl (2011)
10. Last to Die (2012)
11. Die Again (2014)

- Freaks (2011) – сборник с разкази
- John Doe (2012) – сборник с разкази

### Участие в общи серии с други писатели

#### Серия „Нейният покровител“ (Her Protector)
2. Гонитбата, Keeper of the Bride (1996)
от серията има още 10 романа от различни автори

### Сборници
- Three Complete Novels (1992)
- Temperature Rising (1994) – с Жаклин Даймънд и Джоан Рос
- Heatwave (1998) – с Барбара Делински и Линда Лейл Милър
- Something to Hide (1999) – с Лин Ериксън
- Impulse (2000) – с Барбара Делински и Линда Хауърд
- Stolen Memories (2001) – със Стела Камерън и Джейн Ан Кренц
- Perfect Timing (2001) – с Барбара Делински и Мюриел Дженсън
- Take 5, Volume 4 (2001) – с Мери Лин Бакстър и Анет Броудрик
- Family Passions (2002) – с Барбара Делински и Джейн Ан Кренц
- Unveiled (2002) – със Стела Камерън и Аманда Стивънс
- Double Impact (2003) – с Дебра Уеб

### Филмография
- 1993 Adrift – ТВ филм, сценарист
- (2010 – 2013) Rizzoli & Isles– 52 епизода по романите „Хирургът“ и „Чиракът“